# 阔片里白
阔片里白（学名：Diplopterygium blotianum）也称越北里白，为里白科里白属下的一个植物种。